# Long Hưng, Phú Riềng
Long Hưng là một xã thuộc huyện Phú Riềng, tỉnh Bình Phước, Việt Nam.
Xã Long Hưng có diện tích 66,37 km², dân số năm 1999 là 7.699 người, mật độ dân số đạt 116 người/km².

## Hành chính
Xã Long Hưng được chia thành 7 thôn: 1, 2, 3, 5, 7, 8, 10.

## Lịch sử
Ngày 10 tháng 12 năm 2020, HĐND tỉnh Bình Phước ban hành Nghị quyết số 41/NQ-HĐND về việc:
- Sáp nhập Thôn 4 vào Thôn 5.
- Sáp nhập Thôn 6 vào Thôn 7.